# وودلند (جورجیا)
وودلند، جورجیا (به انگلیسی: Woodland, Georgia) یک شهر در ایالات متحده آمریکا با جمعیت ۴۳۲ نفر است که در جورجیا واقع شده‌است.

## موقعیت جغرافیایی
موقعیت جغرافیایی شهرها و مناطق اطراف به شرح زیر است:

## نگارخانه

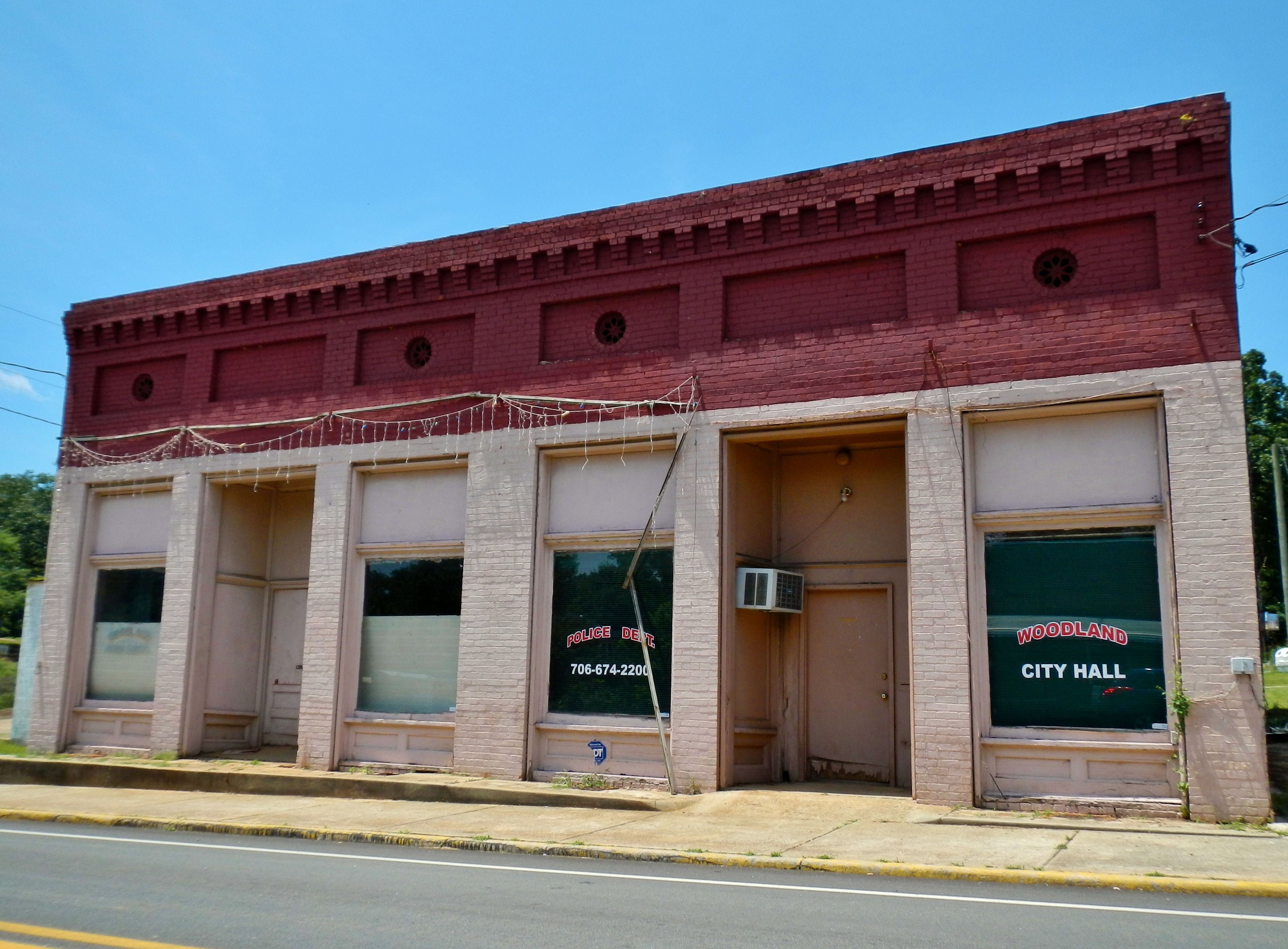
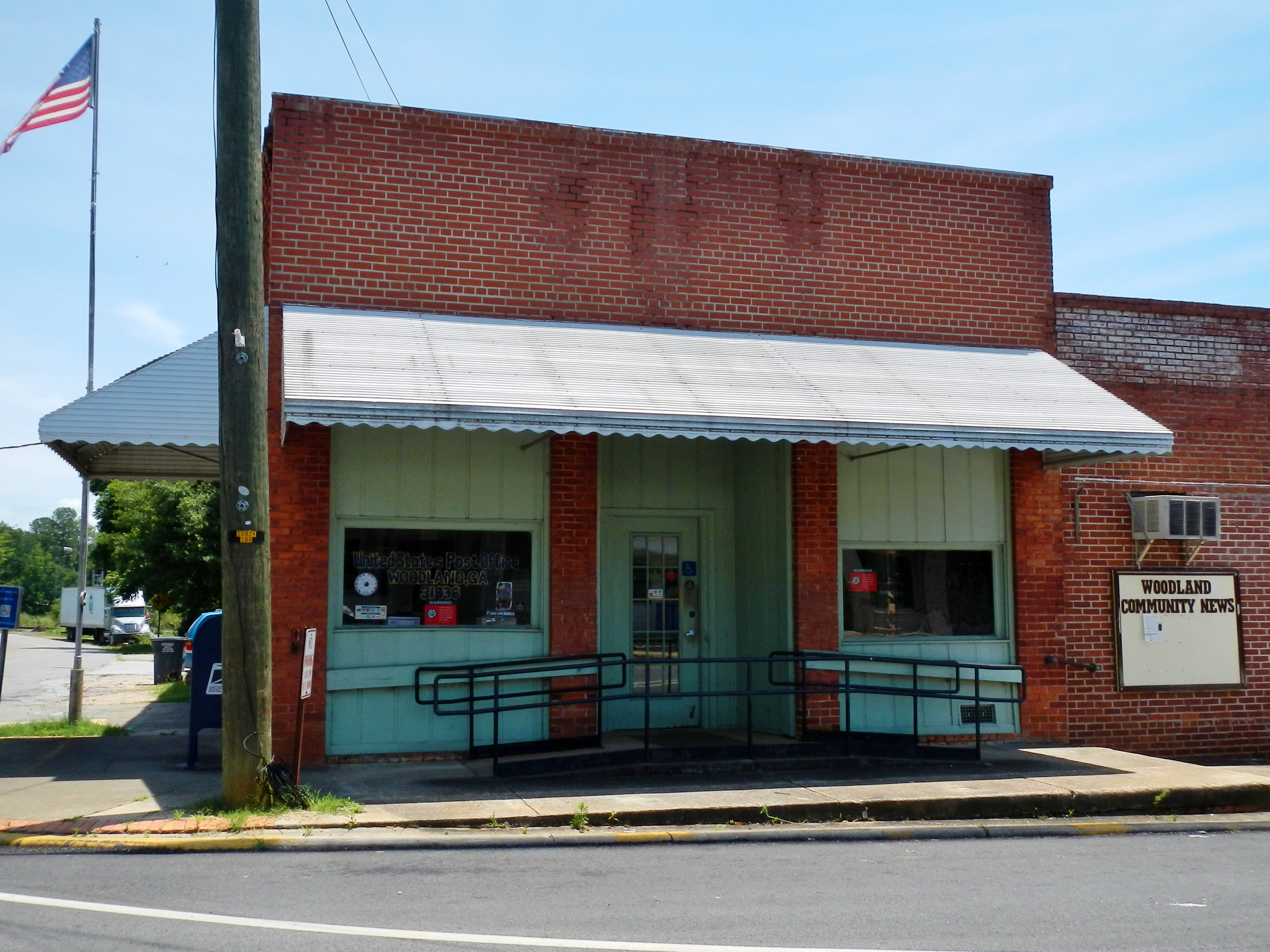
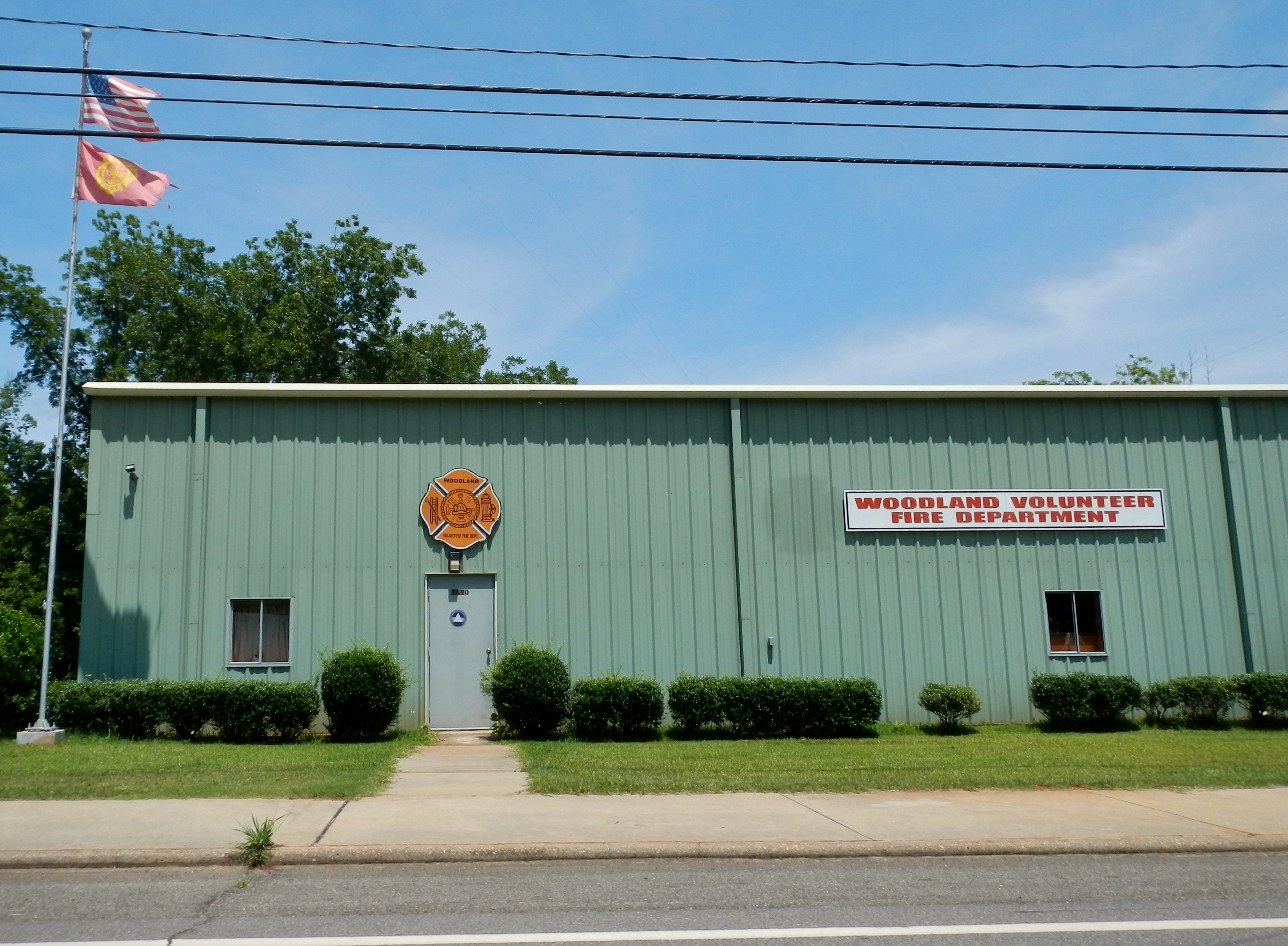
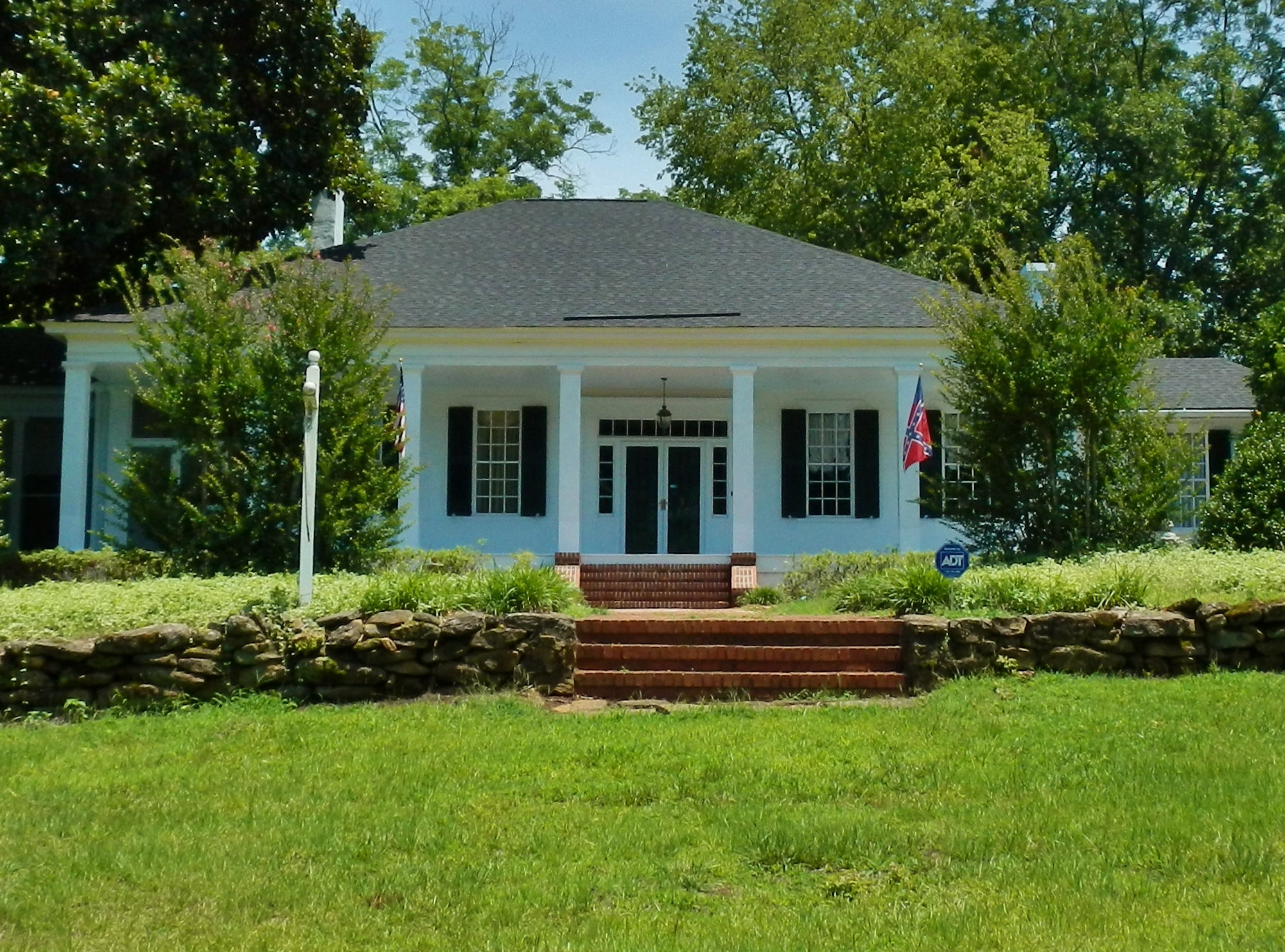